# بارا بادوریا
بارا بادوریا (به لاتین: Bara Baduria) یک روستا در بنگلادش است که در استان باریسال و در ناحیه پیروج‌پور واقع شده‌است.